# Horné Orešany
Horné Orešany é um município da Eslováquia, situado no distrito de Trnava, na região de Trnava. Tem 21,57 km² de área e sua população em 2019 foi estimada em 1939 habitantes.

## Demografia
| Ano:        | 1994 | 2004   | 2014   | 2024   |
| ----------- | ---- | ------ | ------ | ------ |
| Broj ljudi: | 1840 | 1851   | 1910   | 1919   |
| Razlika:    |      | +0,59% | +3,18% | +0,47% |

| Ano:               | 2023 | 2024   |
| ------------------ | ---- | ------ |
| Número de pessoas: | 1948 | 1919   |
| Diferença:         |      | -1,48% |